# Николаос Маврокордатос
Николаос Маврокордатос (на румънски: Nicolae Mavrocordat; на гръцки: Νικόλαος Μαυροκορδάτος) е османски политик.
Роден е на 3 май 1670 година в Цариград в семейството на великия драгоман Александрос Маврокордатос, основател на видния фанариотски род Маврокордатос, и неговата съпруга Султана. Получава добро образование, говори свободно гръцки, турски, френски, немски, влашки, руски и латински език.
От 1698 г. подпомага баща си в качеството му на велик драгоман, а след неговата смърт самият той поема поста от 1709 до 1710 г. Неколкократно е господар на Молдова (1710, 1711 – 1715) и Влашко (1715 – 1716, 1719 – 1730).
Маврокордатос е първият войвода на Влашко, избран не от болярския съвет каквато е традицията дотогава, а назначен директно от Високата порта. След назначаването му на поста, той въвежда в княжеството гръцкия език, гръцките маниери и облекло, и си създава пищен двор по подобие на византийския модел, в който се заобикаля с гърци.
Умира на 3 септември 1730 година в Букурещ.

## Семейство
Николаос Маврокордатос сключва три брака:
- преди 1700 г. с Касандра Кантакузина;
- около 1706 г. с Пулхерия Цуки, която му ражда синовете Константин III Маврокордат, наследил го на трона на Влашко, и Йоанис Маврокордатос, княз на Молдова;
- през 1716 г. със Смарагда Ставрополеос, от която има син Александър († 1796 г.), чийто внук е Александрос Маврокордатос, и дъщеря Султана